# Закенце
Закенце (пол. Zakęcie, нім. Erkelsdorf) — село в Польщі, у гміні Отинь Новосольського повіту Любуського воєводства.
Населення — 352 особи (2011).
У 1975-1998 роках село належало до Зеленогурського воєводства.

## Демографія
Демографічна структура станом на 31 березня 2011 року:
|          | Загалом | Допрацездатний вік | Працездатний вік | Постпрацездатний вік |
| -------- | ------- | ------------------ | ---------------- | -------------------- |
| Чоловіки | 182     | 41                 | 129              | 12                   |
| Жінки    | 170     | 27                 | 121              | 22                   |
| Разом    | 352     | 68                 | 250              | 34                   |